# Anto Jerković
Anto Jerković (Tuzla, 2 maggio 1958 – Zagabria, 16 giugno 2005) è stato un pittore croato, artista performativo e restauratore.
Fu uno dei rappresentanti della scena artistica concettuale croata al cavallo tra il XX e il XXI secolo.

## Biografia

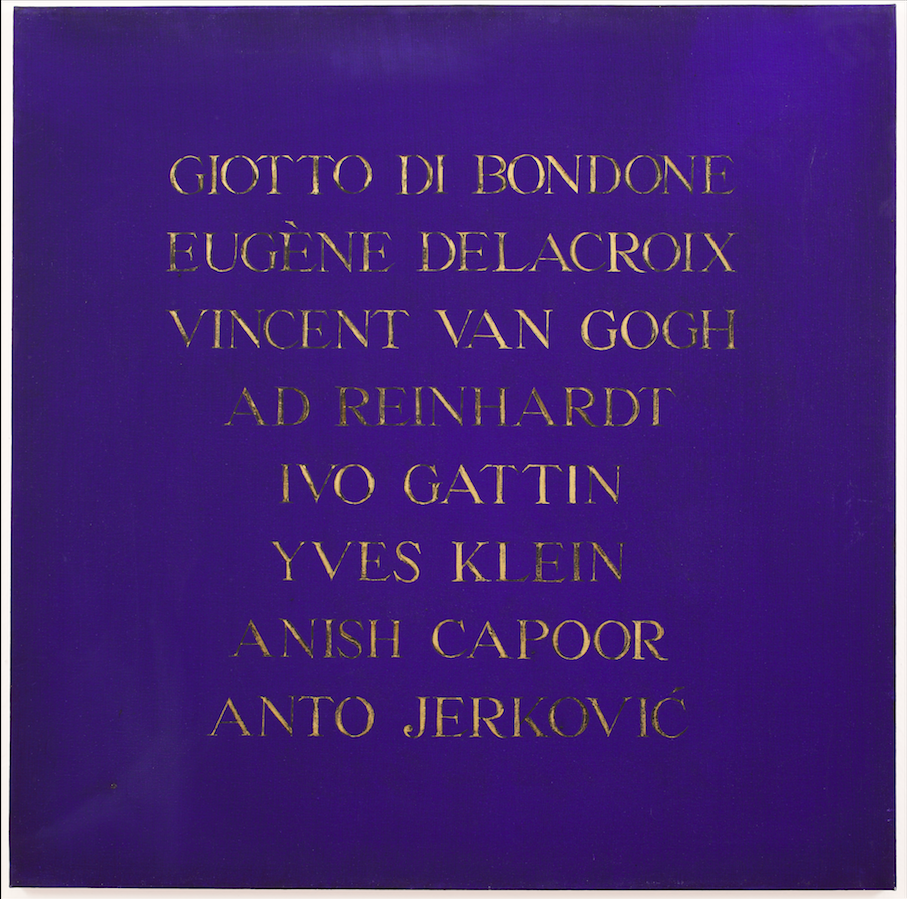
L’opera Giotto di Bondone (1992) si colloca nella successione dei nomi quali Giotto, Eugène Delacroix, Vincent van Gogh, Ad Reinhardt, Ivo Gattin, Yves Klein e Anish Kapoor sottolineando il legame con la loro tradizione artistica.

A Sarajevo nel 1978 completò la Scuola delle arti applicate e a Zagabria nel 1983 si laureò presso l’Accademia di Belle Arti nella classe del prof. Raul Goldoni. Nei successivi tre anni, collaborò con la bottega della pittura dell’Accademia croata delle scienze e delle arti (HAZU).Trascorse la fine degli anni Ottanta a Parigi (1989) e a Roma (1989-1990), dove i suoi lavori iniziarono a ispirarsi alla tradizione classica, e in particolare all’espressione formale e concettuale di Yves Klein. Durante gli anni Novanta, continuò a creare a Zagabria ed espose in Italia ed Europa, Nord e Sud America. Morì a Zagabria nel 2005.

## Opere
La produzione artistica di Anto Jerković consiste nella fase iniziale della pittura informale, nella fase delle opere minimaliste-concettuali ed, infine, nella fase degli interventi negli spazi pubblici.

### Fase della Terra – pittura informale (1983-1988)
All’inizio della sua attività, creò opere informali ispirate all’espressionismo astratto e al neoespressionismo tedesco (Anselm Kiefer, Georg Baselitz). Già in questi primi lavori, mostrò interesse per i grandi temi, i temi mitologici e il simbolismo referenziale (in particolare, le letture di Così parlò Zarathustra di Nietzsche). 

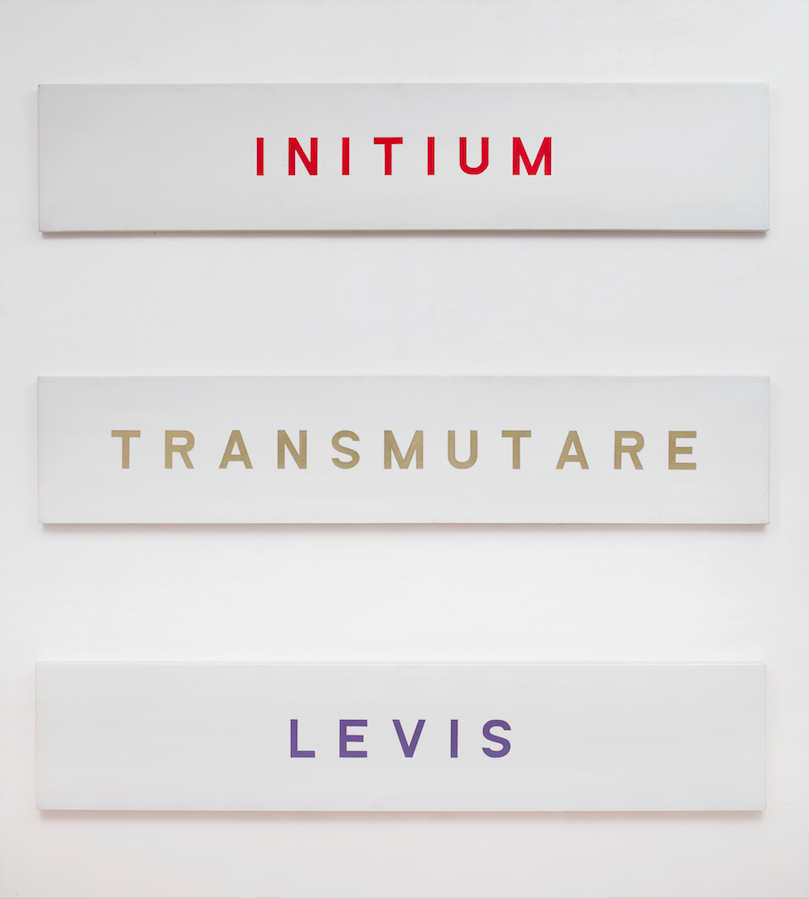
Initium, transmutare, levis, (Inizio, trasformazione, levitazione) 1990.

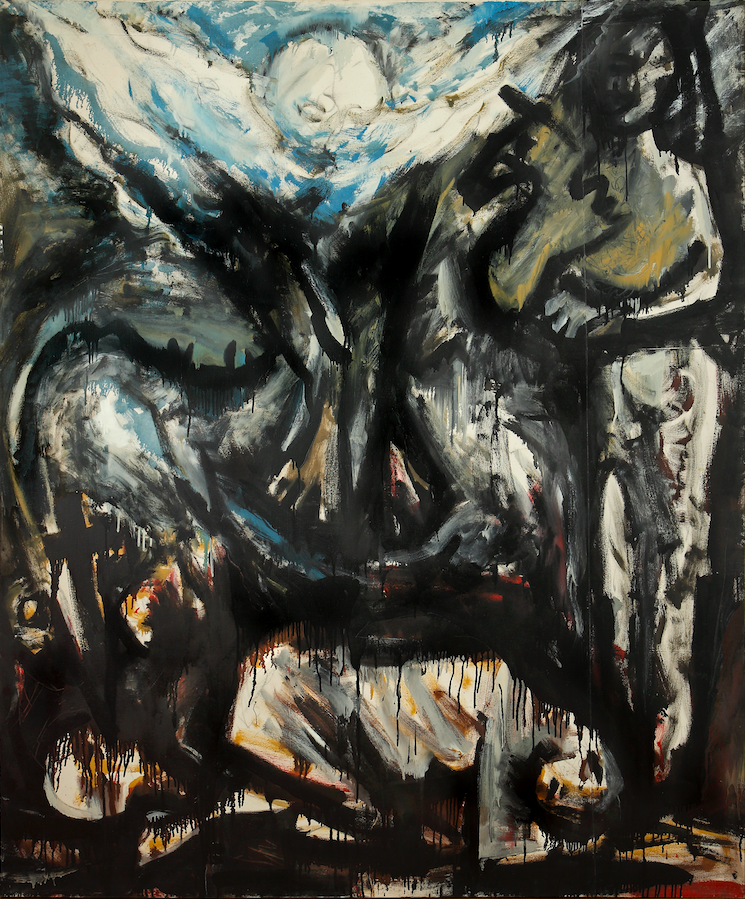
La lupa all'alba, 1987.

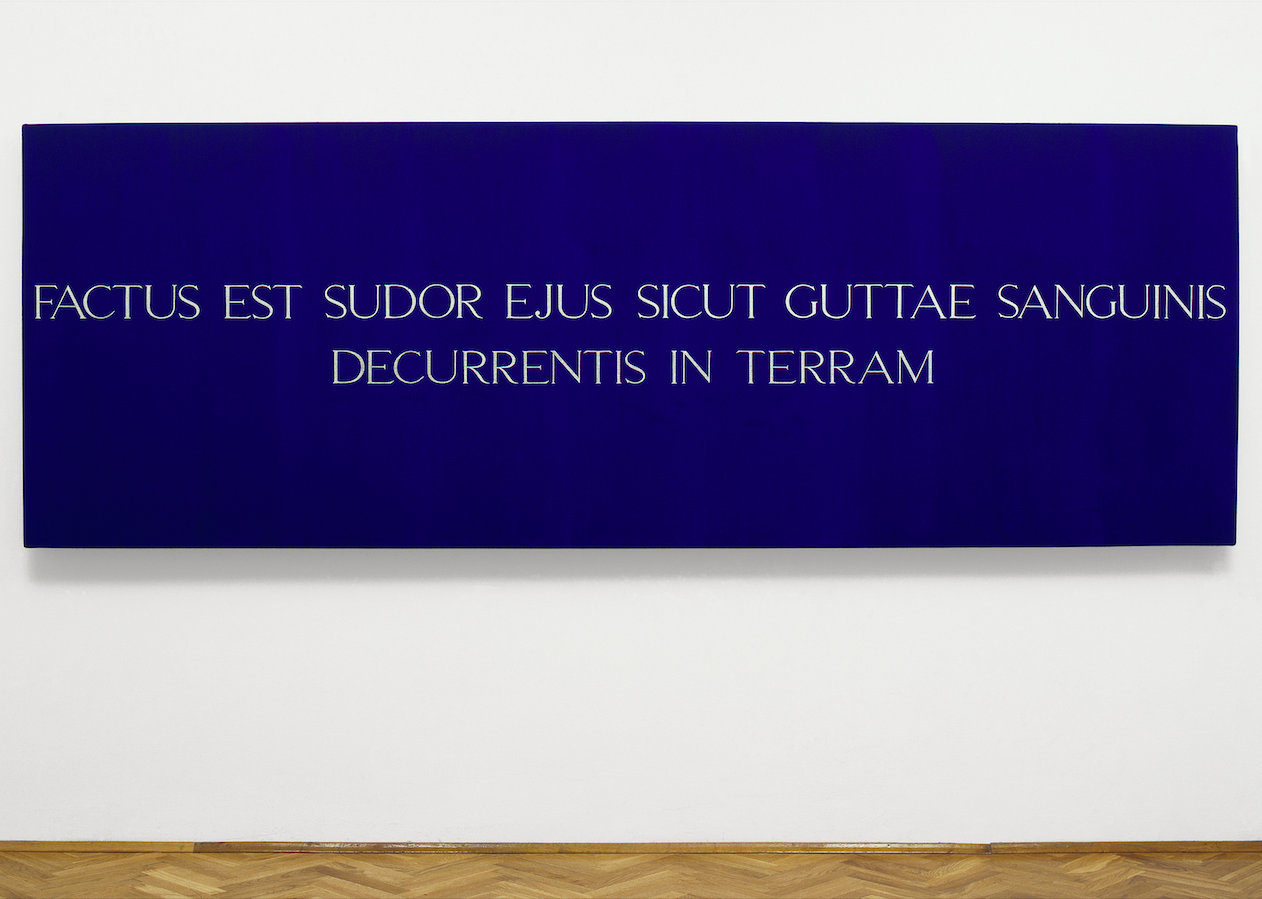
Ignoto II, 1996, oggi alla Galleria d'arte moderna di Zagabria

#### Fase blu – opere minimaliste e concettuali (1988-1996)
Alla fine degli anni Ottanta, risiedé a Parigi e a Roma dove entrò in contatto con la famiglia di Bianca Menna, la quale lo spinse a intraprendere una nuova forma di espressione. Si appropria dell'estetica del minimalismo e dell’arte post-concettuale: in particolare dell’espressione formale di Yves Klein, la quale si unisce ai riferimenti alla tradizione classica e cristiana. Citare il testo e il colore diventa la parte essenziale della sua espressione. Inscrive con lettere maiuscole romane sulle tele dorate o International Klein Bue, principi ontologici e semantici come Cosmogonies, Memoria e Universus, così come avviene per le preghiere in latino fra cui il Pater noster o il ciclo Ignoto Deo. Il trittico Initium, transmutare, levis annuncia in modo programmatico una nuova serie di opere con semplici simboli geometrici.

#### Fase concettuale – interventi negli spazi pubblici (1994-2005)
Le opere realizzate negli spazi pubblici traggono ancora una volta forti riferimenti dai progetti di Yves Klein e successivamente dialogano con le opere di Peter Sloterdijk. Questo interesse si annunciò già nel 1989 a Parigi, quando firmò cartelloni pubblicitari presso la stazione di polizia del Municipio del IV arrondissement di Parigi. Tuttavia, con l’azione «Cielo» eseguita al parco Cmrok di Zagabria, l’enfasi del suo lavoro si sposta sull’aspetto performativo. Seguono interventi artistici a Zagabria, Spalato, New York, Leiden, Chichester e Čimelice. Tra questi, è significativo «Words, Neons and Balloons», tenuto nel 1999, quando espose i temi chiave della Critica della ragione cinica di Peter Sloterdijk in forma di parole al neon-blu sulla facciata del Palazzo Kulmer (Piazza di Katarina Zrinska) a Zagabria.

#### Le opere significative
- La lupa all’alba, 1987
- Rituale, 1987
- Memoria, 1989
- Cosmogonies, 1990
- Universus, 1990
- Initium, transmutare, levis, (Inizio, trasformazione, levitazione) 1990
- Pater noster, 1991
- Giotto di Bondone…, 1992
- Ignoto Deo, 1993
- Ignoto I e Ignoto II, 1995-1996, oggi nella Galleria d’arte moderna, Zagabria
- Words, Neons, and Balloons, Museo di arte contemporanea, Zagabria

#### Le performances
- «Firma» dei cartelloni pubblicitari, Municipio del IV arrondissement, Parigi, 1989.
- «Cielo», Giardino Cmrok, Zagabria, 1994.
- «Etica o estetica», Piazza Preradović, Zagabria, 1996,
- «Imenice i loptice», Cantine del Palazzo di Diocleziano, Spalato, 1997.
- «Invisibile», Galleria PM, HDLU, Zagabria, 1997.
- «Café nichilismus»,Galleria Josip Račić, Zagabria, 1998,
- «Words, Neons, and Balloons», Piazza di Katarina Zrinska, Zagabria, 1999
- «Firmo tutto ciò che è blu»,Chichester, New York, Zagreb, Sebenico, 2003

## Letteratura
- - Zdenko RUS, Anto Jerković, Moderna galerija i meandar media, Zagreb, 2009.
  - Marijan SUSOVSKI, Citatnost u djelima Ante Jerkovića / Quotability in the works of Anto Jerković, Život umjetnosti, 32 (1998), 60; 116-120.
  - Silva KALČIĆ, Svijet prema labirintu. Eseji o visokoj moderni i postmodernizmu 1970-ih i 1980-ih, ULPUH, Zagreb, 2017.
  - Zdenko RUS, Kraj stoljeća, kraj slikarstva? Hrvatsko slikarstvo u devedesetima, HDLU, Zagreb, 27. siječnja - 28. veljaće 2005.
  - Nuevo Arte de Croacia. Santiago : Museo de Arte Contemporáneo 6 al 31 de mayo 1997. Valdivia : Museo de Arte Contemporáneo 7 al 29 de junio 1997.